# زبان اشاره تونسی
زبان اشاره تونسی زبان اشاره‌ای است که توسط ناشنوایان و کم شنوایان در تونس استفاده می‌شود.